# Caroline Bastiaens
Pour les articles homonymes, voir Bastiaens.
Caroline Bastiaens, née le 13 septembre 1976 à Hasselt est une femme politique belge flamande, membre du CD&V.
Elle est licenciée en sciences politiques et sociales (Université d'Anvers).
Elle fut collaboratrice politique du CD&V (1998 - 2000); fonctionnaire (2006-2007), puis chef de cabinet (2007-2012) à la ville d'Anvers.

## Fonctions politiques
- 2013-  : conseillère communale à Anvers
- députée au Parlement flamand :
  - depuis le 5 décembre 2012